# Monkstown Castle

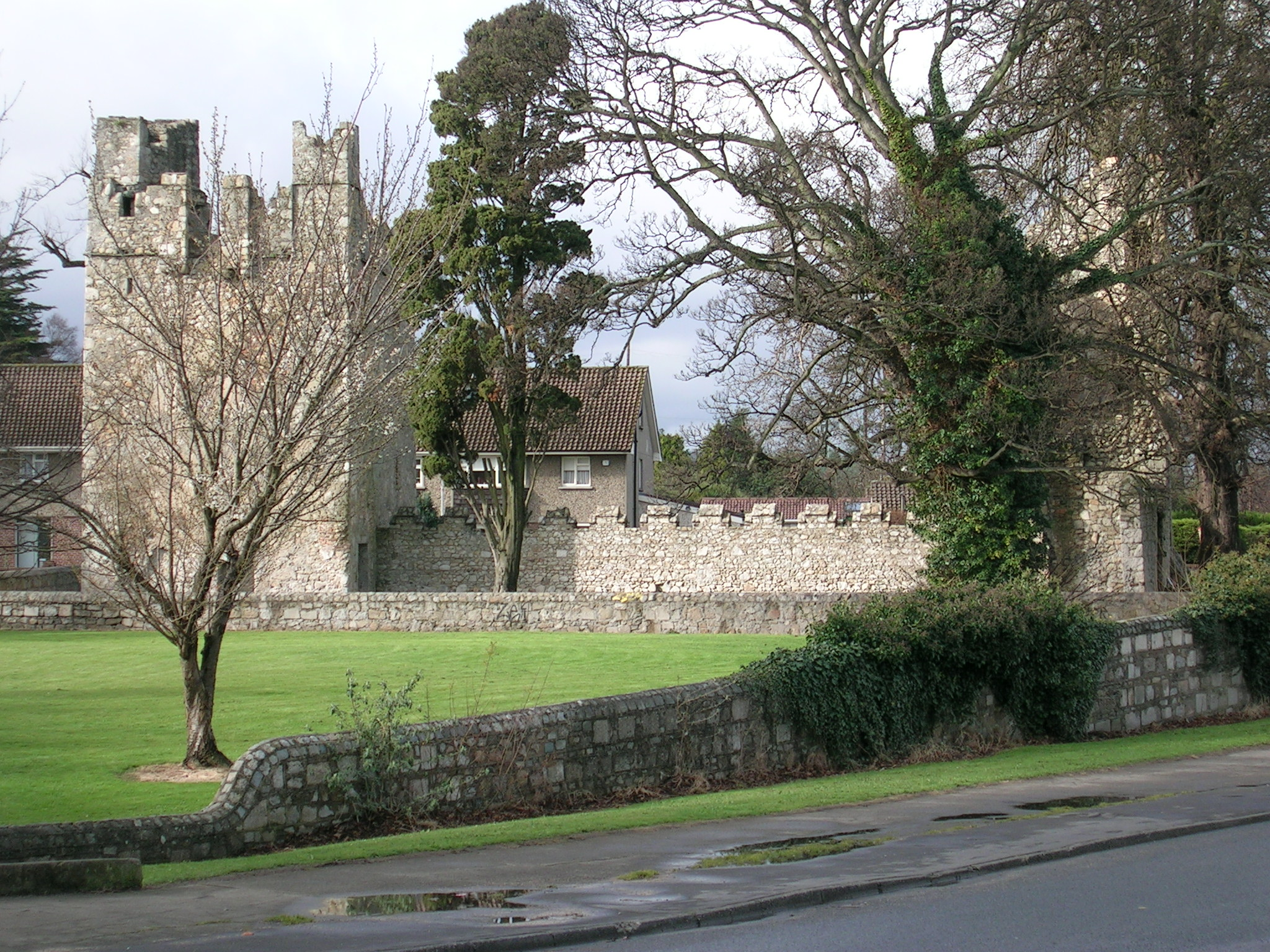
Monkstown Castle von Osten

Monkstown Castle (irisch Caisleán Baile na Manach) ist eine Burgruine in Monkstown, einem Vorort der irischen Hauptstadt Dublin im County Dún Laoghaire-Rathdown.
Die Burg wurde vermutlich im 12. oder 13. Jahrhundert von den Mönchen der Abtei der Jungfrau Maria in der Nähe von Dublin erbaut.